# Neelaps calonotus
Neelaps calonotus is een slangensoort uit de familie koraalslangachtigen (Elapidae).

## Naam en indeling
De wetenschappelijke naam van de soort is voor het eerst geldig gepubliceerd door André Marie Constant Duméril, Gabriel Bibron en Auguste Duméril in 1854.
Deze auteurs noemden de soort oorspronkelijk Furina calonotos. Ze hadden de beschikking over twee exemplaren, volgens hen afkomstig uit Tasmanië (wat niet correct bleek te zijn). Enkele andere synoniemen van deze soort zijn Simoselaps calonotus en Vermicella calonotus. Onder deze laatste naam is de soort in veel literatuur bekend.

## Uiterlijke kenmerken
Het lichaam van de slang is oranje aan de bovenkant en wit op de buik. Over de rug loopt een dunne zwarte streep met regelmatige witte stippen van achter de kop over bijna het gehele lichaam. Het is een kleine slang; de gemiddelde lengte is 30 cm. Vrouwtjes zijn groter dan mannetjes.

## Levenswijze
De slang is ovipare slangen, de vrouwtjes zetten twee tot vijf eieren af per broedsel. Op het menu staan hoofdzakelijk hagedissen zoals skinken. Vermicella calonotus is giftig, een beet kan gevaarlijk zijn voor mensen.

## Verspreiding en habitat
Deze slang komt endemisch voor in Australië en leeft alleen in het zuidwesten van de deelstaat West-Australië. De habitat bestaat uit bossen, scrublands en zandduinen langs de kust.

## Beschermingsstatus
Door de internationale natuurbeschermingsorganisatie IUCN is de beschermingsstatus 'gevoelig' toegewezen (Near Threatened of NT).